# Frank Dillane
Frank Dillane (Londres, 21 de abril de 1991) es un actor inglés, conocido por interpretar a Nick Clark en la famosa serie apocalíptica Fear the Walking Dead.

## Biografía
Frank Dillane es hijo del actor Stephen Dillane y de Naomi Wirthner, quien dirige una compañía de teatro llamada Barebones Project. Pasó parte de su infancia en Brixton, antes de mudarse a Forest Row (Sussex del Este), donde se crio en un ambiente creativo. Su tío es el actor Richard Dillane.
Hizo su debut en cine como extra en Bienvenidos a Sarajevo, en 1997.
Después de terminar la escuela secundaria, fue aceptado en la Royal Academy of Dramatic Art, de la que se graduó en 2013 con una licenciatura en Actuación. A pesar de que las reglas del conservatorio prohíben que los alumnos trabajen profesionalmente durante la duración del curso, se le permitió participar en la película independiente Papadopoulos and Sons, en la que actuó junto a su padre.
En 2009, fue elegido para interpretar a Tom Riddle (un adolescente lord Voldemort) en Harry Potter y el Misterio del Príncipe, trabajo con el que se hizo conocido.

## Filmografía

### Cine
| Año  | Película                                | Papel                        |
| ---- | --------------------------------------- | ---------------------------- |
| 1997 | Bienvenidos a Sarajevo                  | Christopher Henderson        |
| 2009 | Harry Potter y el misterio del príncipe | Tom Riddle/Voldemort (joven) |
| 2012 | Papadopoulos & Sons                     | James Papadopoulos           |
| 2015 | En el corazón del mar                   | Henry Coffin                 |
| 2018 | Astral                                  | Alex Harmann                 |
| 2019 | How to Build a Girl                     | Tony Rich                    |
| 2020 | Viena and the Fantomes                  | Keyes                        |

### Televisión
| Año       | Título                    | Papel                 | Notas          |
| --------- | ------------------------- | --------------------- | -------------- |
| 2015      | Sense8                    | Shugs                 |                |
| 2015-2018 | Fear the Walking Dead     | Nicholas «Nick» Clark | temporadas 1-4 |
| 2021      | The Girlfriend Experience | Christophe            | Temporada 3    |
| 2022      | La Serpiente de Essex     | Luke Garrett          | Temporada 1    |
| 2024      | Renegade Nell             | Charles Devere        | Temporada 1    |